# Relations entre la Géorgie et l'Ukraine
Les relations entre la Géorgie et l'Ukraine sont les relations entre les deux pays et entre les peuples géorgien et ukrainien qui durent depuis le Moyen Âge.

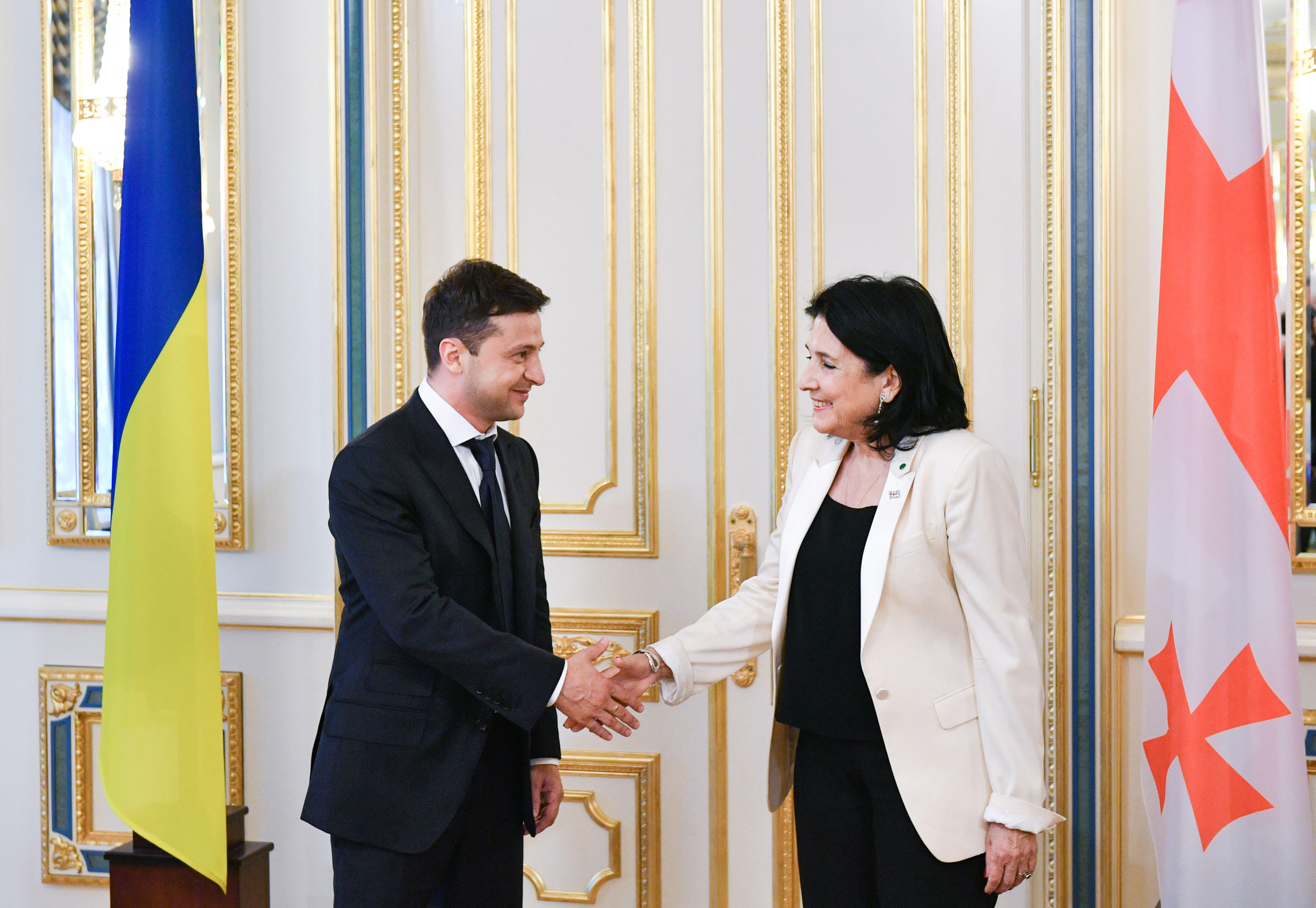
Salome Zourabichvili avec Volodymyr Zelensky au Palais Mariinsky à Kiev

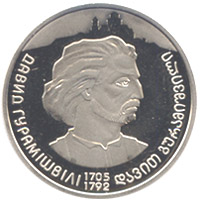
La pièce de monnaie ukrainienne commémorant Davit Guramishvili en 2005

## Premiers contacts
Le premier contact significatif entre les peuples géorgien et ukrainien a lieu au 18e siècle quand un célèbre poète géorgien et officier distingué, Davit Guramishvili, s'installe à Myrhorod, où il vit jusqu'à la fin de sa vie. L'œuvre littéraire de Guramishvili commence en Géorgie, mais son talent poétique devient pleinement apparent en Ukraine. L'autre émigrant renommé est le prince Nikolay Tsertelev, bien que géorgien d'origine et russe d'éducation, il grandit en Ukraine et développe un attachement profond à son peuple, étant l'un des premiers passionnés du folklore ukrainien et un patriote local fidèle.
La célèbre poète ukrainienne Lessia Oukraïnka s'installe en Géorgie en 1913 avec son mari Klyment Kvitka. Elle décède peu après à Tbilissi. Les poèmes d'Ukrainka et de Taras Chevtchenko sont traduits en géorgien en 1922 (la plupart des poèmes de Shevchenko sont enseignés dans les écoles géorgiennes avant et pendant la période soviétique). Les ukrainiens et les géorgiens se retrouvent rapidement dans la même réalité politique. Les deux pays s'opposent à la domination russe et résistent aux tentatives de russification du tsariste et plus tard de la Russie soviétique.

## Post-révolution et ère soviétique
Après la révolution russe de 1917, la Géorgie et l'Ukraine déclarent leur indépendance en tant que République démocratique de Géorgie et République populaire ukrainienne. Les deux républiques se reconnaissent de jure et établissent des relations diplomatiques. Victor Tevzaia est le premier ambassadeur de Géorgie en Ukraine. Les deux nations sont supprimées par les Soviétiques en 1921 et absorbées en 1922. À partir de 1936, la Géorgie et l'Ukraine sont officiellement connues sous le nom de République socialiste soviétique de Géorgie et de République socialiste soviétique d'Ukraine.
En 1942, le chef de l'OUN Stepan Bandera appelle la nation géorgienne à se joindre à son combat contre les autorités soviétiques pour la libération nationale. De nombreux Géorgiens qui avaient quitté leur pays lors de l'invasion de la Géorgie par l'Armée rouge en 1921 se sont installés en Pologne. Beaucoup d'entre eux qui ont une formation militaire, se rendent l'Ukraine et ont rejoignent l'armée insurrectionnelle ukrainienne (країнська Повстанська Армія) contre le régime soviétique. En 1943, le général Roman Choukhevytch de l'UPA créé le bataillon géorgien de l'UPA (Грузинська дивізія УПА) qui dure jusqu'en 1945. Le nombre total de Géorgiens dans l'UPA est inconnu, mais selon certaines sources, jusqu'à 2000 Géorgiens servent dans divers détachements et bataillons de l'UPA. La plupart des volontaires géorgiens de l'UPA sont tués lors de l'offensive soviétique sur l'Ukraine et les prisonniers sont exécutés après la guerre.

Au cours de la dernière année d'existence de l'Union soviétique, l'Ukraine participe au référendum à l'échelle de l'Union pour préserver l'Union soviétique sous une forme différente faite par Mikhail Gorbatchev, contrairement à la Géorgie (à part l'Abkhazie). Le mois suivant, le 9 avril, la Géorgie déclare son indépendance de l'Union soviétique tandis que l'Ukraine, la deuxième plus grande république derrière la RSFS russe, le fait le 24 août après le coup d'État manqué à Moscou deux jours plus tôt. Finalement, l'Ukraine organise un référendum qui a lieu le 1er décembre avec 90% des votes en faveur de l'indépendance. L'indépendance des deux pays est reconnue par les États-Unis le 25 décembre 1991.

Drapeau de la RSS de Géorgie
Drapeau de la RSS d'Ukraine

## Guerre en Abkhazie
En 1992, pendant la guerre en Abkhazie, l'Assemblée nationale ukrainienne appelle des volontaires à rejoindre la nouvelle formation militaire UNSO-Argo avec l'intention d'aider la partie géorgienne contre les séparatistes abkhazes soutenus par la Russie pendant le conflit,. L'UNSO-Argo (du nom des Argonautes) et ses 150 combattants sont déployés en Abkhazie et stationnés à Gulripshi, Shroma, Tamishi et Soukhoumi. Au cours de l'offensive à grande échelle menée par les parties russe et abkhaze en août 1993 sur Shroma, les Ukrainiens réussissent à repousser l'attaque mais perdent sept membres de leur bataillon. Cependant, le 15 septembre 1993, le bataillon ukrainien se retire de Shroma après avoir été dépassé en nombre par les formations cosaques du Kouban. Certains des combattants de l'UNSO-Argo reçoivent à l'issue des médailles géorgiennes de l'ordre de Vakhtang Gorgasal.

## Relations actuelles

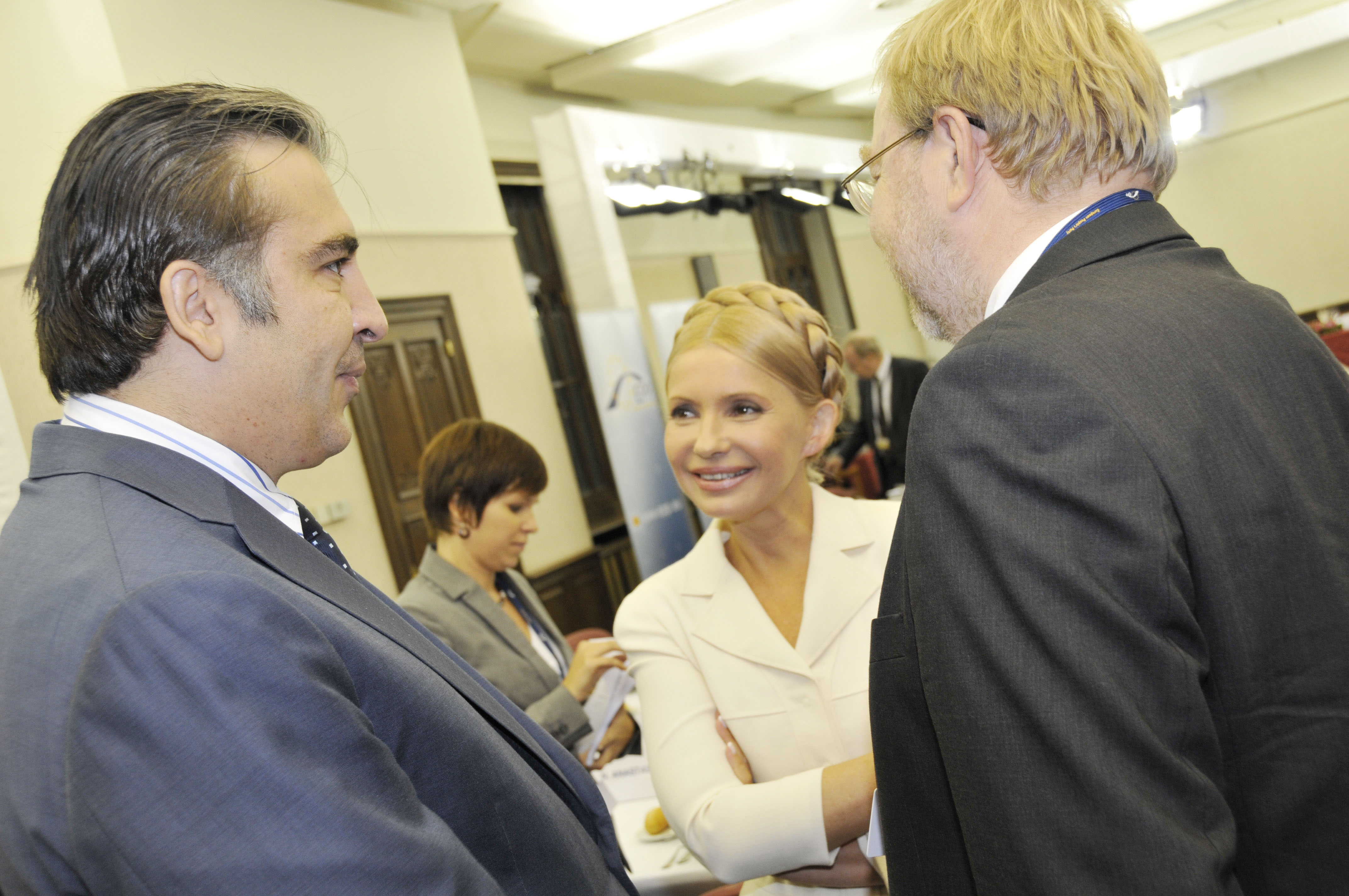
Ioulia Tymochenko et le président Mikheil Saakachvili lors d'un sommet du PPE en septembre 2010

Depuis leur indépendance de l'Union soviétique, les deux pays se considèrent comme des partenaires stratégiques et nouent d'étroites relations politiques et culturelles. À l'époque d'Edouard Chevardnadze, le gouvernement géorgien maintient ses relations étroites avec l'Ukraine. Cependant, la relation s'améliore encore après la révolution des Roses en Géorgie et la révolution orange en Ukraine. Pendant la révolution orange, de nombreux Géorgiens se rassemblent à Kiev pour soutenir Victor Iouchtchenko. Les deux pays maintiennent une orientation politique pro-occidentale et aspirent à rejoindre l'OTAN et l'Union européenne. L'amitié étroite entre les présidents Mikheil Saakachvili et Viktor Iouchtchenko joue également un rôle important dans la récente unité politique et culturelle des deux pays. Cependant, l'unité culturelle et politique entre deux nations existe depuis longtemps. Il existe de nombreux événements culturels dans les deux pays célébrant les relations étroites entre les peuples géorgien et ukrainien. En 2007, les Géorgiens dévoilent une statue de Taras Chevtchenko à Tbilissi tandis que les Ukrainiens érigent la statue du poète épique géorgien Chota Roustavéli à Kiev. En 2015, le président ukrainien Petro Porochenko nomme l'ancien président géorgien Mikheil Saakachvili gouverneur de l'oblast d'Odessa, la plus grande province d'Ukraine. Après cette nomination, les relations entre les deux pays se détériorent, pendant plusieurs années, l'Ukraine n'a plus d'ambassadeur en Géorgie.
À la suite de la démission de Saakachvili du poste de gouverneur d'Odessa en novembre 2016, les relations bilatérales entre les deux pays commencent à s'améliorer. En mars 2017, l'Ukraine, qui est à l'époque membre temporaire du Conseil de sécurité des Nations Unies, propose une résolution soutenant l'intégrité territoriale de la Géorgie. Cependant, la Russie utilise son pouvoir en tant que membre permanent du conseil pour opposer son veto à toute discussion ultérieure sur la question. La Géorgie et l'Ukraine, ainsi que l'Azerbaïdjan et la Moldavie, promettent également de renouveler leurs liens économiques par le biais de la GUAM, une organisation économique composée des quatre pays. La Géorgie et l'Ukraine maintiennent également des liens militaires. En 2018, la Géorgie et l'Ukraine participent à l'opération Noble Partner 18, des Forces terrestres géorgiennes (en) et des marines ukrainiens mènent ensemble des exercices d'opérations urbaines. Cependant, en 2019, la relation se détériore de nouveau.

## Depuis l'invasion Russe de 2022
Lors du début de l'invasion russe de l'Ukraine en février 2022, la présidente de la Géorgie en place à l'époque Salomé Zourabichvili et des membres importants du gouvernement, prennent immédiatement parti pour l'Ukraine et condamnent une "une attaque militaire sur un pays souverain", "intolérable" et appellent à un arrêt immédiat des opérations militaires.
L'arrivée au pouvoir des lors des élections présidentielles contestées de 2024 de l'homme d'état pro-russe Mikheïl Kavelachvili renverse la position géorgienne,. Ce dernier et le parti au pouvoir Rêve géorgien adoptent une position éloignée des aspirations européennes de sa population, préférant le statu quo au soutien à l'Ukraine,. En effet, un sondage mené en 2022 par la branche géorgienne du  Caucasus Research Resource Centers témoigne d'un soutien important à l'Ukraine de la population géorgienne. Cette dernière considère alors à 61% que le gouvernement géorgien devrait supporter avec plus d'intensité l'Ukraine, ou encore à 80% que c'est la Russie ou Vladimir Poutine qui sont responsables du conflit.

## Missions diplomatiques résidentes
- La Géorgie a une ambassade à Kiev.
- L'Ukraine dispose d'une ambassade à Tbilissi.